# Monsunwinkel
Als Monsunwinkel bezeichnet man den Winkel zwischen den vorherrschenden Windrichtungen eines Monsuns im Januar (Windrichtung Wintermonsun) und Juli (Windrichtung Sommermonsun). Abgelesen wird der Monsunwinkel aus einem Vergleich der langjährig gemittelten Windkarten (je eine Karte für Januar und Juli) der entsprechenden Regionen. Er stellt das wichtigste Monsunkriterium dar, wobei nur monsunale Phänomene ab einem Monsunwinkel von 120° als Monsune klassifiziert werden (Monsunwinkelkriterium nach Chromov 1957).